# Präsidium des 15. Deutschen Bundestages
Das Präsidium des 15. Deutschen Bundestages bestand aus dem Bundestagspräsidenten
Wolfgang Thierse (SPD) sowie den vier Stellvertretern Norbert Lammert (CDU), Susanne Kastner (SPD), Antje Vollmer (Bündnis 90/Die Grünen) und Hermann Otto Solms (FDP).

## Wahlen zum Präsidium

### Konstituierende Sitzung am 17. Oktober 2002
| Name                         | Partei                | abgegebene Stimmen | benötigte Mehrheit | Ja  | Nein | Enthaltungen | ungültige Stimmen |
| ---------------------------- | --------------------- | ------------------ | ------------------ | --- | ---- | ------------ | ----------------- |
| Wolfgang Thierse (Präsident) | SPD                   | 596                | 302                | 357 | 219  | 20           | 0                 |
| Susanne Kastner              | SPD                   | 594                | 302                | 421 | 146  | 27           | 0                 |
| Norbert Lammert              | CDU                   | 591                | 302                | 498 | 66   | 27           | 0                 |
| Antje Vollmer                | Bündnis 90/Die Grünen | 590                | 302                | 378 | 176  | 36           | 0                 |
| Hermann Otto Solms           | FDP                   | 581                | 302                | 490 | 62   | 29           | 0                 |